# Gira-gira (playground)

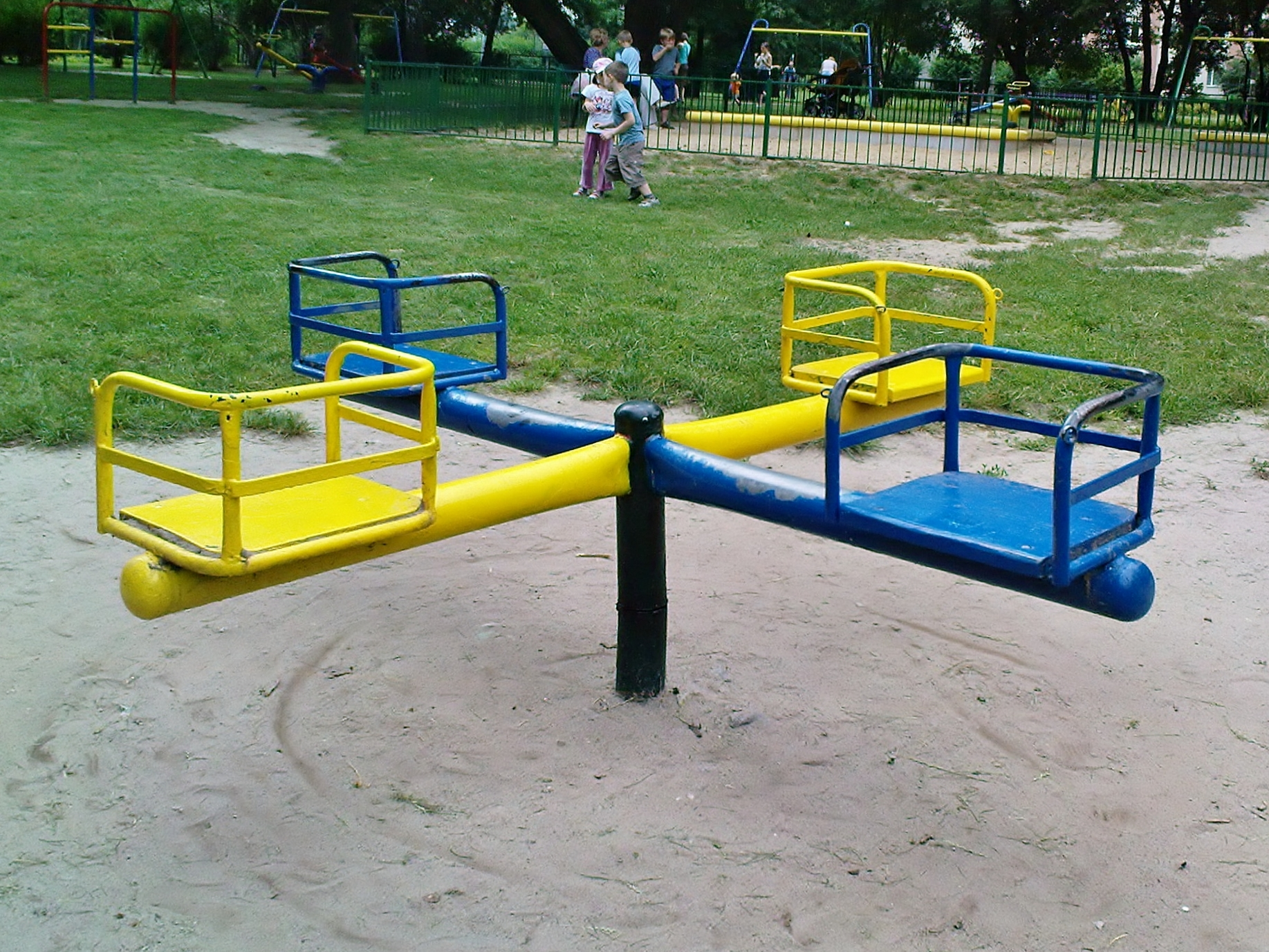
Um gira-gira para quatro pessoas.

O gira-gira é um brinquedo encontrado em áreas de recreação infantil principalmente nos que se localizam em áreas abertas, como  playgrounds. Consiste em um cano fixado na terra, onde é colocado uma roda metalica, com diversos assentos de madeira, geralmente com cores diferentes. É um brinquedo onde uma a dez crianças podem brincar de girar simultaneamente. O acompanhamento de um adulto é essencial para evitar acidentes. Normalmente feito em aço tubular industrial.
Assim como outros brinquedos, é possível adaptar o gira-gira para ser utilizado por crianças com deficiência e promover a acessibilidade.

## Na mídia
Em 2021, um vídeo registrou brinquedos de um parquinho se mexendo de madrugada: um gira-gira e dois balanços. O vídeo gerou discussões sobre se alguma pessoa ou o vento teria movimentado os brinquedos, e comentários baseados em crenças no sobrenatural.
A instalação de brinquedos em parquinhos também gera notícias, como no município de Carlos Barbosa.